# 西地碘
西地碘含片（Cydiodine Buccal Tablets，商品名华素片）为口腔科及耳鼻喉科非处方药品。浅棕黄色片。其主要成分为分子碘（含碘1.5毫克/片），辅料有蔗糖、西地脑、硬脂酸镁、羟丙甲纤维素。

## 适应症
用于慢性咽喉炎、口腔溃疡、慢性牙龈炎、牙周炎。

## 药理作用
本品活性成分为分子碘（每片含1.5mg），可以直接卤化菌体蛋白质，无选择地杀灭各种微生物，包括细菌、真菌、阿米巴原虫、病毒。

## 注意事项
- 长期使用可能会引起碘中毒或过敏反应。
- 孕妇及哺乳期妇女应在医生指导下应用。
- 甲状腺疾病患者禁用。